# やくざと抗争 実録安藤組
「やくざと抗争 実録安藤組」（やくざとこうそう じつろくあんどうぐみ）は、1973年3月3日に公開された日本の映画。実録安藤組シリーズ第一作。東映東京撮影所製作、東映配給。主演・安藤昇、監督・佐藤純彌。

## 概要
不良学生のリーダー・矢頭登とその仲間がヤクザや的屋に対して血で血を洗う戦いに挑み、安藤組が誕生するまでのいきさつを描く。役名は矢頭だが、モデルは安藤昇のため、実物を本人が演じる。『やくざと抗争』に続く安藤昇原作・主演第二弾でありつつ、前作とは趣を変え、安藤自らを描く自伝的映画実録"安藤組シリーズ第一作"という、複雑なポジションを持つ。
ストック作品になっていた安藤主演の前作『やくざと抗争』が、1972年9月29日に公開され、予期せぬヒットを記録した。これを見た岡田茂東映社長が、続編の製作を命じ、『やくざと抗争 実録安藤組』というタイトルを付けた。ヤクザ映画のタイトルに"実録"という言葉が入ったのは本作が初。同時期、日活ロマンポルノが『実録白川和子 裸の履歴書』というタイトルを付けており、以降、犯罪映画は勿論、ヤクザ映画とポルノ映画を中心に"実録"という言葉をタイトルに冠する映画が増えた。『やくざと抗争 実録安藤組』は、1973年1月13日に公開された『仁義なき戦い』に続く新路線「実録任侠」「実録路線」第二弾として公開されヒットした。"実録"という呼称も一気に普及し、以降、東映は実録映画を量産することになる。
予告編のBGMには、「妖艶毒婦伝 お勝兇状旅」、「やくざ刑事」、「解散式」、「暴力団再武装」の一部が使われている。

## 出演者
- 矢頭登：安藤昇
- 三崎平：袋正
- 加納義人：江守徹
- 西原：北川恵一
- 黒木力：安岡力也
- 野田：小林稔侍
- 橋場：諸角啓二郎
- 佐倉：今井健二
- 三吉：佐藤蛾次郎
- 若い衆：堀田真三、伊達弘、青木卓司
- 本堂：深江章喜
- 唐沢：室田日出男
- 子分：佐藤晟也、城春樹、花田達
- 勇吉：郷鍈治
- 榊原：内田朝雄
- 蓮見：渡辺文雄
- 組員：日尾孝司、藤山浩二、清水照夫、宮地謙吾
- 矢頭早苗：藤浩子
- ドス健：山本麟一
- 岩上：八名信夫
- 富江：松井康子
- 児島：丹波哲郎
- 児島の妻：小林千枝
- 司法主任：植田灯孝
- 医者：相馬剛三
- 矢頭を治療する医者：河合絃司
- 看護婦：須永かつ代
- 菅小六：須賀良
- 沢田：沢田浩二
- 工藤武：工藤武
- 手下：山之内修、大泉公孝、横山繁
- 警官：久地明、五野上力
- 露天商：山田光一、佐川二郎
- 以下ノンクレジット
- 組員：土山登士幸、溝口久夫
- バーの客：山浦栄、高野隆志
- 手下：畑中猛重
- 警官・サンドイッチマン：泉福之助
- 若い衆：幸英二
- 商人：美原亮三
- 矢頭の子分：西本良治郎

## スタッフ
- 監督：佐藤純彌
- 企画：俊藤浩滋、吉田達
- 脚本：石松愛弘
- 原作：安藤昇
- 撮影：仲沢半次郎
- 美術：中村修一郎
- 音楽：日暮雅信
- 録音：内田陽造
- 照明：川崎保之丞
- 編集：長沢嘉樹
- 助監督：深町秀煕
- スチール：加藤光男

## 同時上映
- ポルノの女王 にっぽんSEX旅行
  - 主演：荒木一郎、監督：中島貞夫